# Habitat étrusque

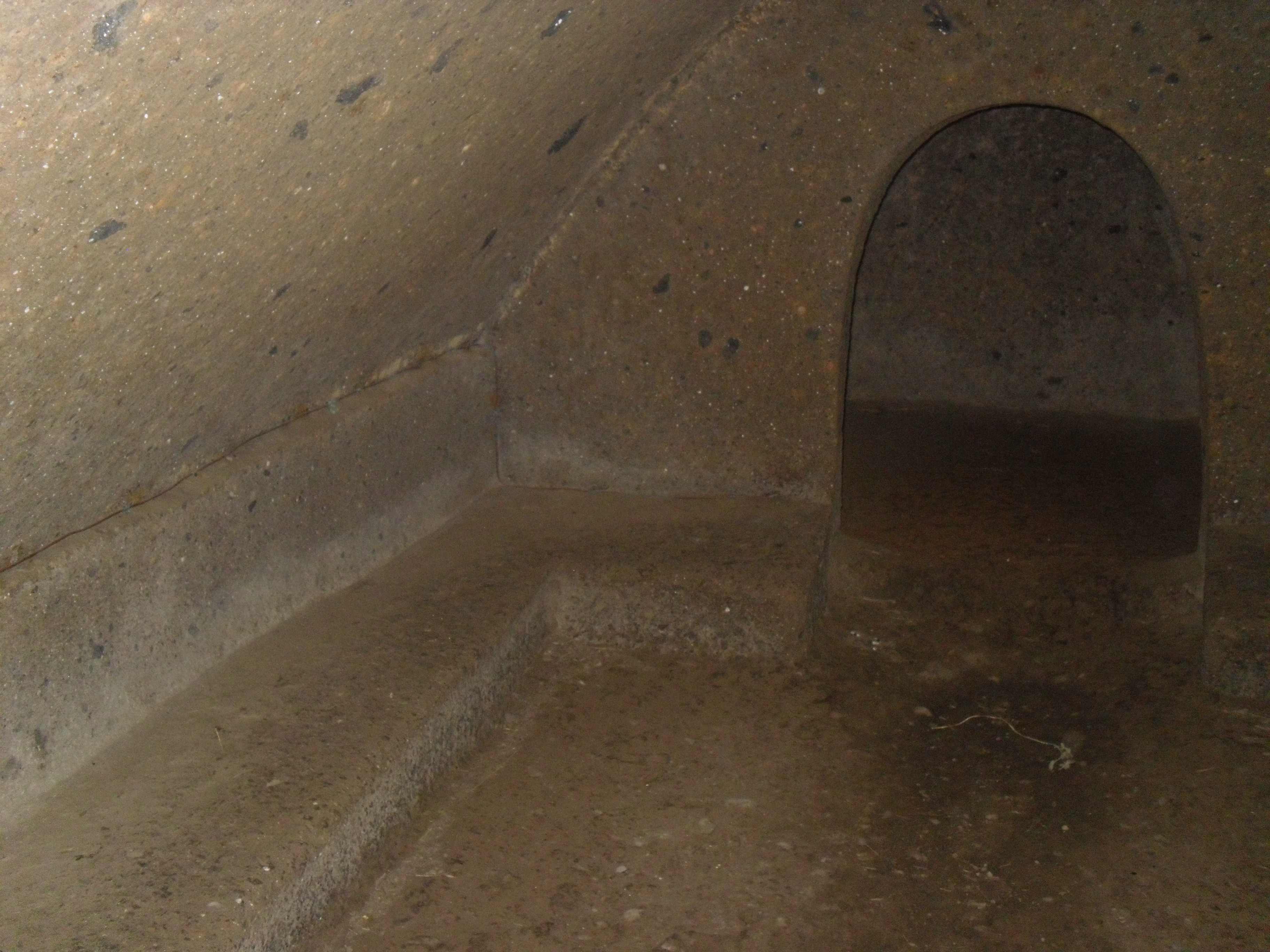
Intérieur de la Tombe de la Cabane

L'habitat étrusque nous est connu principalement par les traces archéologiques de leurs pratiques funéraires.

## Histoire
Les recherches archéologiques des nécropoles et des vestiges de centres habités étrusques ont progressivement permis de nous faire connaître la planimétrie  et  l’architecture des habitations.
Les premiers renseignements ont été recueillis dans les nécropoles et par l’étude des  tombes a camera  et des urnes funéraires. En effet à l'intérieur des tombes (surtout celles de Cerveteri, Chiusi et Monterozzi) on peut observer des reproductions de plafonds à deux pentes, de portes, de fenêtres ainsi que d'éléments architecturaux et décoratifs réalisés en stuc, sculptés dans le en tuf ou peints.
Par la suite l’étude des maisons antiques de Marzabotto a permis de progresser dans la connaissance de la période allant du Ve au IVe siècle av. J.-C.
De longues études et recoupements permettent malgré tout d’établir une chronologie des diverses phases de l’habitat étrusque :

## Chronologie

### Époque villanovienne

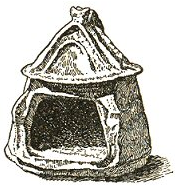
Gravure d'un exemplaire d'urne-cabane.

Habitat de la période plus ancienne (fin du IXe siècle av. J.-C.-première moitié du VIIIe siècle av. J.-C.
Ce type d’habitat  est reproduit dans les nécropole a capanna et urnes funéraires dite urnes-cabanes. 
L’habitat est du style à cabane ou hutte. Le plan est reconnaissable à partir de trous destinés à accueillir les poteaux de soutien et la structure est  présente dans les  fouilles archéologiques des localités comme  Luni, San Giovenale, Tarquinia, Véies et le  Mont Palatin à Rome. Sa forme est ronde, ovale et plus rarement rectangulaire.  Le fond est creusé dans la roche et recouvert de terre battue. Les parois sont en argile tenue et revêtue par du  matériel végétal tressé, la couverture est à base de végétaux déposés sur un toit à deux pentes. La maison est constituée par une seule pièce avec porte d’entrée, des  fenêtres, un feu central et une cheminée.
|  |  |  |

Forme extérieure récurrente du toit à deux pentes sur ce mausolée et sur ces urnes funéraires architectoniques.

### Période orientalisante et archaïque

Intérieur de la tombe des Léopards (Monterozzi), avec son toit à deux pentes et la poutre faîtière.

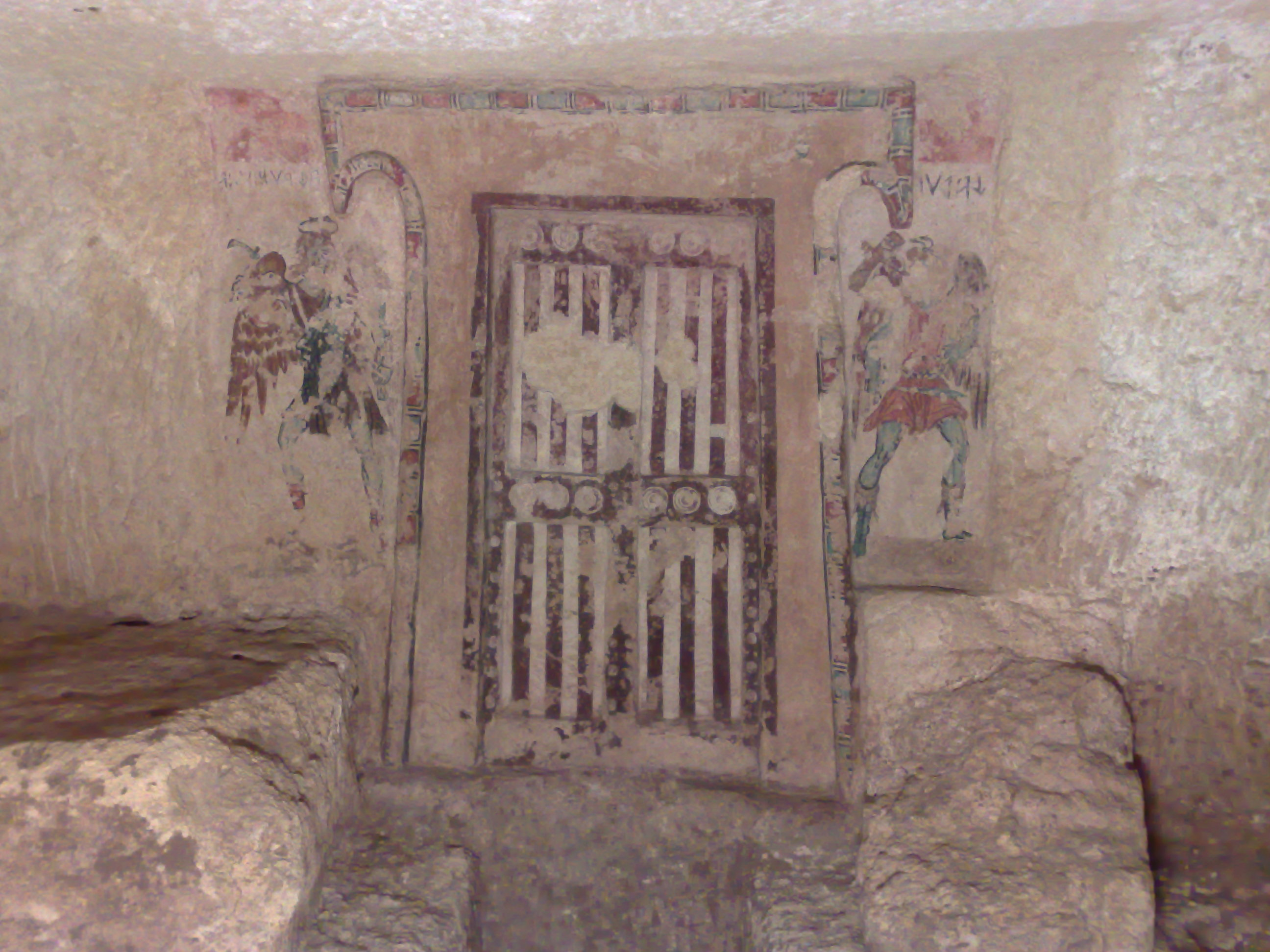
Porte (des enfers), simulée dans la Tombe des Charons (Monterozzi).

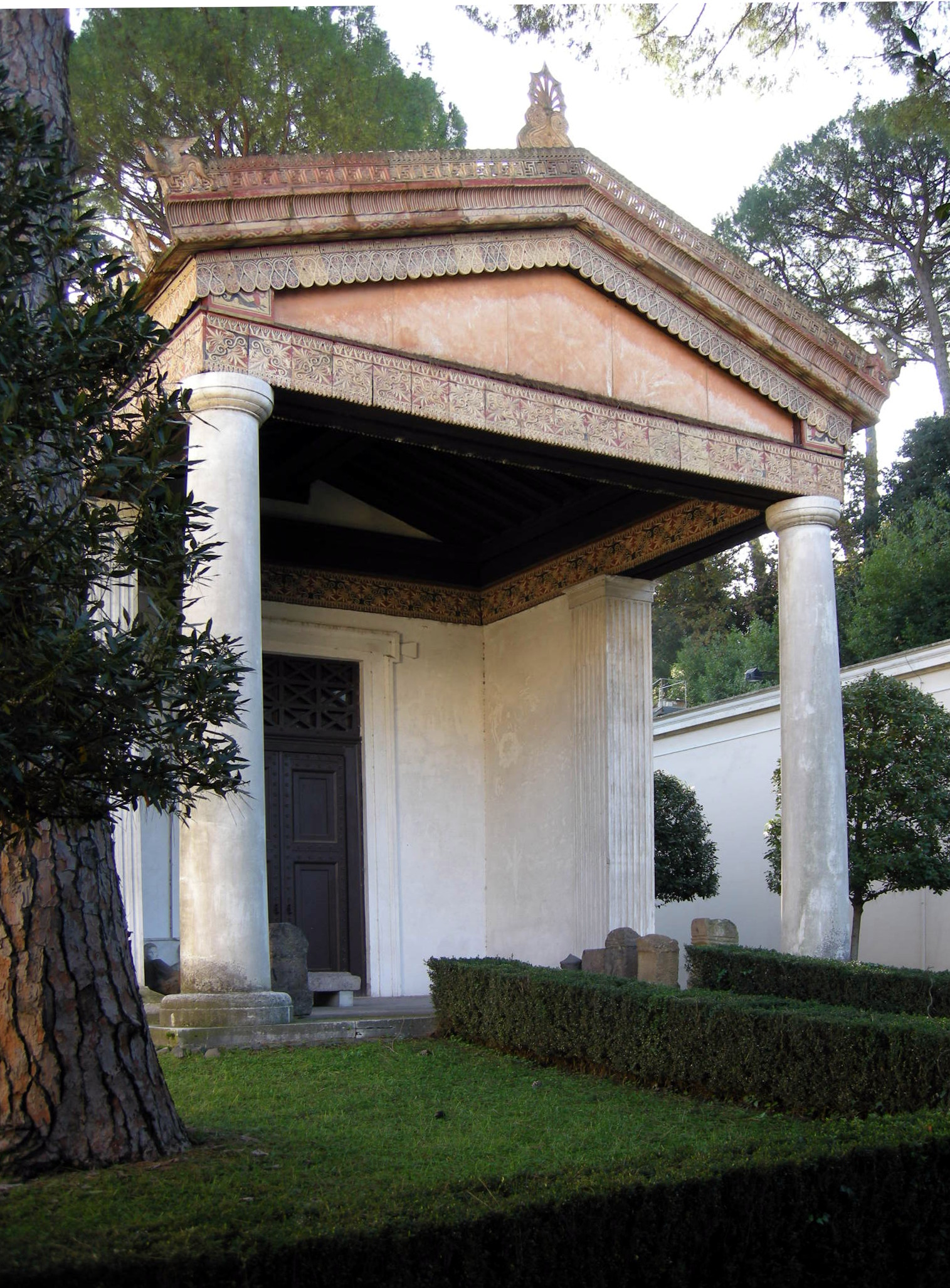
Reconstruction d'un temple étrusque, Musée Villa Giulia, Rome

Habitat de la période moitié du VIIe siècle av. J.-C.- première moitié du VIe siècle av. J.-C.
La maison à plan rectangulaire apparaît avec le début de l’habitat urbain.
La Tombe de la Cabane (Tumulus II) de la Nécropole de Banditaccia est une des premières tombes dont la maison des morts imite celle des vivants, avec ses éléments structurels et architecturaux : toit à pignon  de bois et de chaume, la poutre centrale, les banquettes de pierre le long des murs.
Ce type d’habitat est apparu lors de fouilles de Véies, San Giovenale, Acquarossa et Rusellae. 
Les nouveautés techniques et typologiques les plus remarquables sont constituées par les matériaux de construction, par la séparation intérieure en deux pièces et par la toiture. 
Les fondements sont désormais en blocs de pierre et le mur en argile pressée ou briques crues tandis que le toit s’appuie sur un support en bois à double pente et est maintenant réalisé à partir d’éléments solides comme la tuile. 
L’habitat est composé de deux pièces, la première remplit la fonction d’antichambre, le foyer domestique se trouve dans la seconde pièce qui constitue la salle de séjour. Le toit est à columen (une imposante poutre centrale qui soutient le toit à deux pentes.)
Au cours du VIe siècle av. J.-C. le plan devient plus complexe. L’habitat s’étale progressivement sur deux ou trois pièces alignées, qui constituent la partie privée, précédées d’une vaste antichambre qui occupe toute la partie antérieure  (Acquarossa, Roselle).
Ce type de structure se retrouve dans les tombes de Cerveteri. Elles offrent une large gamme de matériaux et d’objets  de qualité (terres cuites décorées) et nécessitent une main-d’œuvre spécialisée :des charpentiers, des décorateurs, des céramistes.
Ces maisons sont l’expression d’un profond changement  culturel avec l’apparition d’une nouvelle classe aristocratique, économiquement plus aisée et culturellement plus raffinée.
Une partie de la construction  étrusque, chronologiquement  datable de la fin  VIIe siècle av. J.-C., est constituée par quelques demeures somptueuses appelés « palais » découvertes à Poggio Civitate (reconstitution d'un toit avec ses éléments en terre-cuite : tuiles, gargouilles anthropomorphes, acrotères et antéfixes de l'Antiquarium), Acquarossa, dans le Forum romain,  Ficana (Ostie), Satrico (Anzio). Leur réelle utilisation  fait encore débat parmi les archéologues. 
La maison à trois pièces  précédées par un vestibule transversal typique du  VIe siècle av. J.-C. est  aussi documentée  en demeure isolée et ayant une particulière physionomie à utilisation économique.

### Habitat à partir duVesiècleav. J.-C.jusqu'à l'époque romaine
Au cours du  Ve siècle av. J.-C. des nouvelles modifications sont apparues (trouvées dans l’antique cité étrusque qui se situait aux environs de Marzabotto). 
Les habitations rigoureusement orthogonales selon le schéma de l'implantation du plan hippodamien  ont un développement longitudinal le long d’un couloir bordé de boutiques artisanales et de magasins débouchant dans une cour centrale découverte et grossièrement couverte de pavés et tout autour de laquelle se positionnent les habitations proprement dites. 
Sur la construction privée de la période hellénistique en Étrurie, les informations manquent.
Quelques trouvailles, à Rosellae, Bolsena, semblent confirmer la poursuite de développement de l’habitat autour d'une cour (dans quelques cas, des portiques). Les rapports entre l’habitat étrusque et italique à atrium ne sont pas encore bien cernés bien que le compluvium et le tablinum soit plusieurs des apports des Étrusques aux Romains.
Varron attribuait aux Étrusques l'origine de ce type d'habitation privée et qu'un genre d'atrium de la maison romaine était appelé tuscanicum (étrusque).